# Olma

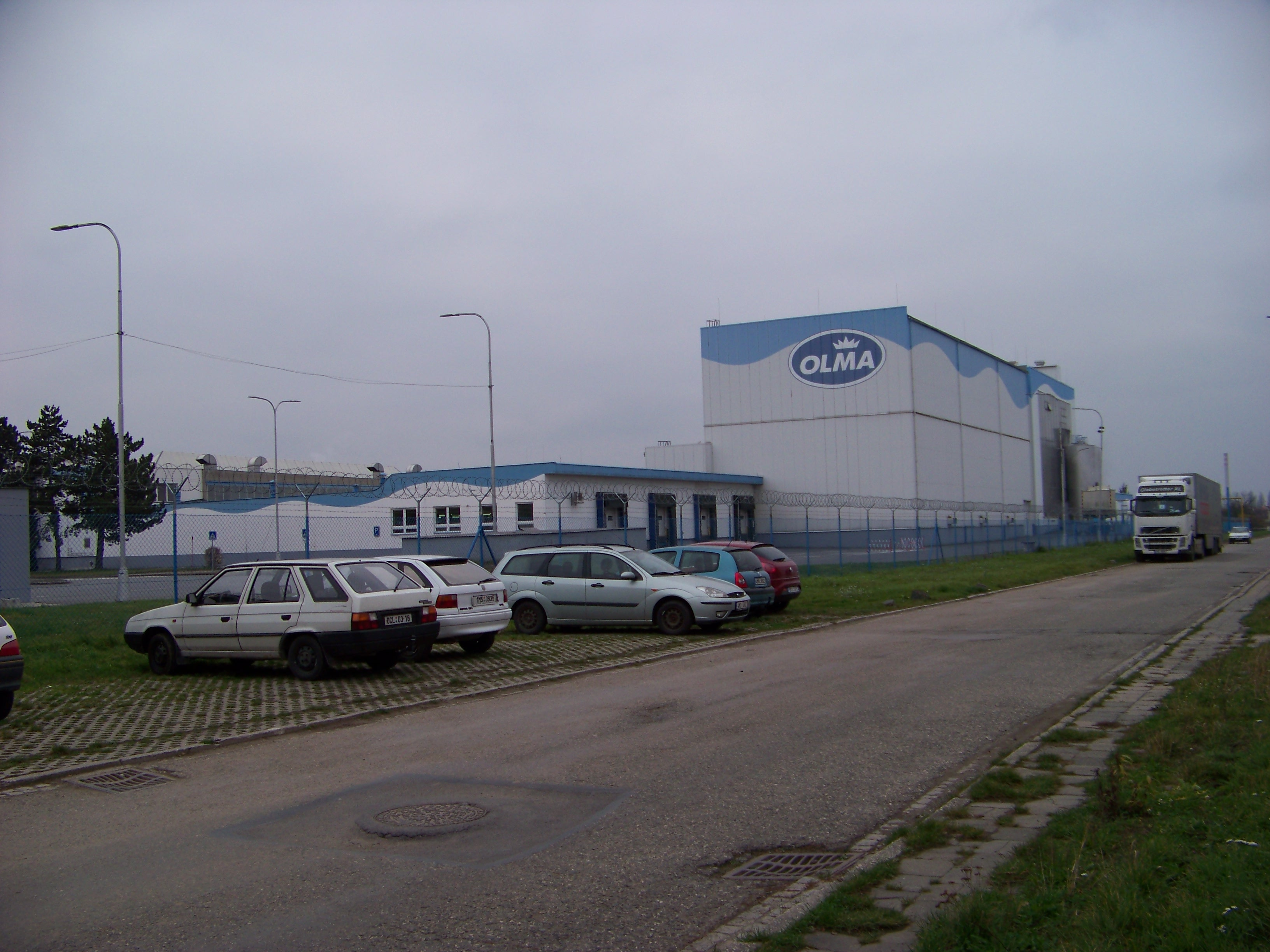
Siedziba firmy

OLMA, a.s. – czeskie przedsiębiorstwo mleczarskie, którego właścicielem jest holding Agrofert. Jest to trzeci co do wielkości przetwórca mleka w Czechach.

## Historia
Firma została założona w 1970 roku. Od 2008 roku należy do holdingu Agrofert.